# Arville (Saint-Hubert)
Pour les articles homonymes, voir Arville.
Arville (en wallon Aurvaye) est une section et un village de la ville belge de Saint-Hubert située en Région wallonne dans la province de Luxembourg.

## Évolution démographique
- Source: DGS, 1831 à 1970=recensements population, 1976= habitants au 31 décembre

## Histoire

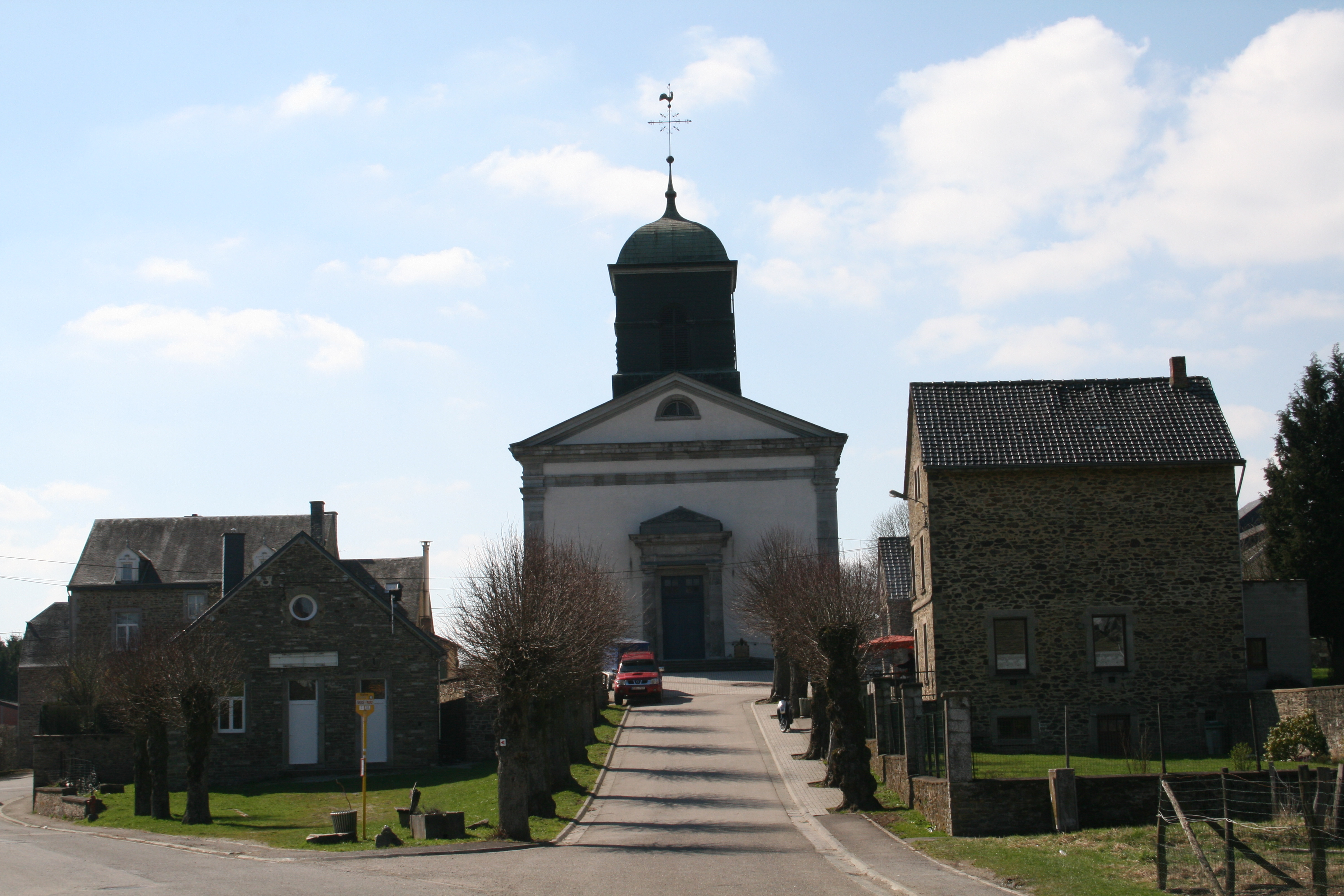
L'église Saint-Paul (1828-1829).

Localité de la Terre de Saint-Hubert (1re mairie, Saint-Hubert) sous l'Ancien Régime, elle devient luxembourgeoise en vertu du traité des limites du 16 mai 1769. Commune du département de Sambre-et-Meuse sous le régime français (1795-1814), elle est rendue au Grand-Duché de Luxembourg par l’acte final du congrès de Vienne du 9 juin 1815. Elle fusionne avec Lorcy en 1823 sous le régime hollandais.
À la fusion des communes de 1977, la commune est intégrée à celle de Saint-Hubert.